# 1,1,1-Trifluoroetano
O 1,1,1-Trifluoroetano,  ou simplesmente trifluoroetano, é um composto de hidrofluorocarbono (HFC)  incolor. Não deve ser confundido com o gás R-134A muito mais comumente usado, nem confundido com o composto isomérico 1,1,2-trifluoroetano. 1,1,1-trifluoroetano tem uma temperatura crítica de 73 °C. 